# Ägidius Zsifkovics
Mons. Ägidius Zsifkovics (16. dubna 1963, Güssing, Rakousko) je rakouský katolický kněz a biskup chorvatského původu.

## Životopis
Narodil se 16. dubna 1963 v Güssingu, Ägidiusovi a Gertrudě Zsifkovics. Poté se přestěhovali do Hackerbergu, kde navštěvoval základní školu. Po střední škole vstoupil do kněžského semináře Diecéze Eisenstadt. Teologická studia získal na Vídeňské univerzitě, poté na rok odjel do Záhřebu. Po absolvování studií byl dne 29. června 1987 vysvěcen na kněze biskupem Stefanem László. Po vysvěcení byl osobním sekretářem a ceremoniářem biskupa.
Poté ho biskup László poslal do Říma studovat na Papežskou Gregoriánskou univerzitu kde získal roku 1990 licentiát z kanonického práva a za dva roky doktorát. Během studia roku 1991 byl jmenován vice-kancléřem diecézní kurie v Eisenstadtu. Po návratu z Říma 1. září 1992 převzal funkci kancléře. Funkci zastával do 31. ledna 1999.
Od roku 1993 je členem rady kněží diecéze Eisenstadt.
Intenzivní pastorální zkušenosti získal ve farnosti Wulkaprodersdorf, kde se stal v září 1994 farním vikářem a za tři roky farářem. Poté působil v mnoha funkcích. Například generální sekretář biskupské konference, vedoucí chorvatského jazykového oddělení diecézní kurie v Eisenstadtu atd.
Dne 9. července 2010 jej papež Benedikt XVI. ustanovil biskupem eisenstadtské diecéze. Biskupské svěcení přijal 25. září 2010, z rukou kardinála Christopha Schönborna, spolusvětiteli byli Josip Bozanić a Paul Iby.